# Un hiver à Majorque
Un hiver à Majorque est un récit de voyage autobiographique de George Sand paru en 1842. Elle raconte un voyage fait à Majorque en 1838-1839 avec ses deux enfants et le compositeur Frédéric Chopin, fort malade. Il est d'abord paru en 1841 dans la Revue des Deux Mondes et également sous le titre "Un hiver au midi de l'Europe".
Cependant, George Sand s'éloigne du genre de voyage autobiographique, ou l'enrichit, pour constituer une œuvre littéraire, relatant l'expérience des hommes et des femmes, l'expérience de la nature et l'expérience de soi au cours de sa rencontre avec l'île de Majorque.
Manifestement irritée par les conditions matérielles de ce voyage, George Sand y montre une grande incompréhension de Majorque. Ce récit exprime ainsi sa nette intolérance envers les insulaires, comme le relèveront par la suite de nombreux commentateurs, tel l'écrivain Llorenç Villalonga.

## Le voyage, œuvre littéraire

### Le récit de voyage, un genre littéraire
À l'époque de l'écriture de Un hiver à Majorque, le genre du récit de voyage est en plein développement. Les premières œuvres de George Sand elle-même, Voyage en Auvergne, et l'inachevé Voyage en Espagne, sont déjà des récits de voyage. Elle a écrit Lettres d'un voyageur, chef d’œuvre du genre, quelques années avant, ouvrage auquel elle semble vouloir faire écho en plaçant dans la préface de l'hiver une « Lettre d'un ex-voyageur à un ami sédentaire ».
Le récit de voyage est un genre souple, et cet ouvrage est aussi l'analyse d'une situation politique. C'est une réflexion forte pour George Sand : depuis 1835, elle recherche un système politique apte à améliorer la vie humaine. Elle s'intéresse à la personne et aux idées de Michel de Bourges, aux théories socialistes de Pierre Leroux et à celles de Claude-Henri de Rouvroy de Saint-Simon, dit Saint-Simon, entre autres. Par Saint-Simon elle reconnaîtra l'importance de l'économie, thème récurrent dans Un hiver. Mais son idéal humanitaire y est développé maladroitement, et il sera plus convaincant dans son roman Consuelo. En 1838, le règne d'Isabelle II débute ; il est caractérisé par des tensions politiques, un pouvoir militaire fort et l'absence de difficulté économique majeure. Majorque est à l'écart de ces péripéties. Le progressisme libéral se met progressivement en place, sous la direction d'Espartero. À l'arrivée de George Sand, Majorque est dans une situation difficile, où de pauvres paysans sont aux prises avec de riches propriétaires[réf. nécessaire], et les leçons de l'écrivaine, vantant artificiellement la libre entreprise, sont un peu surfaites, mais en phase avec son souci de justice sociale, d’efficacité et de répartition équitable des richesses : « Les Majorquins ne sont pas encore assez mûrs pour une révolution », décrète-t-elle. Toutefois, elle transforme ces réflexions en inspiration romanesque, et, par exemple, son dialogue dans un "couvent de l'Inquisition" est porteur d'une compréhension plus ouverte sur les réalités et les perspective de l'île.
L’œuvre littéraire relate l'expérience des hommes et des femmes qu'elle a rencontrés dans l'île, l'expérience de la nature et l'expérience de soi. L'expérience avec les habitants est un échec : pétrie des idées de la Révolution française et des Lumières, George Sand ne les a pas compris. Elle montre de l'arrogance et du dédain pour leurs traditions ainsi que pour leur vie quotidienne. L'expérience de la nature a donné à George Sand une forte énergie créatrice, source d'une importante "production" littéraire pendant son séjour - bien qu'elle écrira ce recueil plus tard, après son retour en France, piquée par la parution de l'ouvrage de Jean-Joseph Bonaventure Laurens. Cette dynamique de production artistique pendant sa visite à Majorque, est partagée avec Chopin. L'expérience de soi n'est pas constituée dans ce texte de ce qui pourrait faire potin parisien[pas clair] et tout ce qui concerne sa vie avec Chopin est estompé, voir effacé, s'éloignant nettement du genre autobiographique sur ce point ; elle y relate plutôt son expérience intérieure, constituée de solitude dans un paysage sublime, constitutif d'un "moi", une sensation nouvelle pour elle. Elle y abordera, par exemple, ce qu'aurait pu être une expérience religieuse. Elle y réfléchira sur l'exigence des tâches ménagères, toute la logistique et tout l'effort qu'elles demandent.
Ainsi, dans ce récit de voyage surprenant et multiple, le lecteur ou la lectrice, croyant découvrir un voyage à Majorque, découvrira George Sand en questions, et se découvrira un peu aussi.

### La description dans le récit de voyage
L'hiver à Majorque parait au moment du triomphe du romantisme français, avec lequel les artistes tiennent la description comme un genre à part entière. À la suite de Jean-Jacques Rousseau, elle se construit avec l'émotion personnelle, des confidences, et peut prendre des allures de journal intime. Mais, dans le cadre du récit de voyage, la description a aussi une fonction de guide, pour d'autres explorateurs, ajoutant des références d'autres voyageurs, faisant autorité. George Sand a ainsi fait des emprunts à d'autres ouvrages ou écrits relatifs à Majorque ou même monté des collaborations pour écrire son ouvrage.
Ainsi, par ces emprunts, George Sand souhaite donner une vue d'ensemble de la géographie de Majorque. Elle reprend notamment le livre de Jean-Joseph Bonaventure Laurens, Souvenir d'un voyage d'art à l'île de Majorque, paru deux années plus tôt, en 1840 pour tout ce qui concerne les généralités sur l'île, et explique combien ce livre l'a aidée à réveiller ses souvenirs. Elle fréquente Michel de Bourges, avec lequel elle travaille les idées politiques. Pour la politique religieuse de l'Espagne elle suit les idées de Manuel Marliani, consul d'Espagne, de l'épouse duquel,  Charlotte Marliani, George Sand fréquente les salons ; pendant son voyage elle s'était tenue en correspondance avec elle. Elle collabore avec Amable Tastu et son époux Joseph Tastu, érudit espagnol, allant jusqu'à lui confier la correction des épreuves.
G. Sand « avoue ouvertement sa dette » laquelle lui permet ainsi de « suppléer à la défaillance de ses informations personnelles » (Claudine Grossir).

### Un témoignage écrit d'intolérance et de vengeance
George Sand se plait à exprimer la liberté et le progrès, valeurs qu'elle représente pour ses admirateurs et soutiens.
Dans cet ouvrage, elle se livre à une charge en règle contre les Majorquins, ayant certes pour fondement son humeur, mais aussi l’attitude hostile des natifs envers une femme étrangère et libre, ce qui contrevient à leur conviction religieuse sur la place subalterne de la femme en société[réf. nécessaire]. En particulier, elle n'hésite pas à désigner les Majorquins comme des singes :

« Nous avions surnommé Majorque l’île des Singes, parce que, nous voyant environnés de ces bêtes sournoises, pillardes et pourtant innocentes, nous nous étions habitués à nous préserver d’elles sans plus de rancune et de dépit que n’en causent aux Indiens les jockos et les orangs espiègles et fuyards. »

L'auteur déclare au lecteur avoir voulu initialement écrire un récit, pour finalement livrer des "impressions personnelles" (fin du chapitre IV). Son attitude hautaine à l'égard des Espagnols est constante :

« quand nous fuyons le foyer d’action pour chercher l’oubli et le repos chez quelque peuple à la marche plus lente et à l’esprit moins ardent que nous, [...] »

Elle leur reproche sans cesse leur sentiment religieux.
L’écrivaine fait de la sorte le témoignage d'une piètre humanité et d'une faible propension à saisir l'étranger, tout en soulignant combien les Majorquins de cette époque nient à toute femme le droit de vivre selon ses volontés et convictions[réf. nécessaire]. Un hiver à Majorque est un exemple de l'intolérance dont George Sand était capable, mais également le regard d’une femme qui n’entendait pas plier l’échine devant l’insulte et le mépris[réf. nécessaire].
L'auteur exprime également son antisémitisme : 

« le juif est inexorable, mais patient. Il fait des concessions, il affecte une grande tolérance, il donne du temps, car il poursuit son but avec un génie diabolique : dès qu’il a mis sa griffe sur une propriété, il faut que pièce à pièce elle vienne toute à lui, et son intérêt est de se rendre nécessaire jusqu’à ce que la dette ait atteint la 
valeur du capital. Dans vingt ans il n’y aura plus de seigneurie à Majorque. Les juifs pourront s’y constituer à l’état de puissance, comme ils ont fait chez nous, [...] »

Les Espagnols ont répliqué à George Sand par une réaction violente et parfois porteuse de mensonges et de calomnies. Ils lui reprochent de ne pas avoir su s'insérer dans leur milieu, et de vouloir se venger - ce que sa correspondance montre, effectivement. Ils lui reprochent de les ridiculiser en relatant qu'ils chanteraient des Ave Maria à leurs porcs, anecdote réelle[réf. nécessaire], mais due à un seul de ses voisins. Puisqu'elle se montre si sensible aux charmes de Valldemossa, le monastère dans l'île où elle a séjourné (elle en fait une description précise et de haute qualité littéraire), elle aurait pu, selon ses détracteurs, avoir un mot pour ceux qui l'ont construit (ce qu’elle fait pourtant) et pour leur démarche spirituelle, au lieu de se référer aux valeurs de la Révolution Française, faites de machines et de travail. Les Majorquins affirment honorer Dieu comme le faisaient leurs parents et ne souhaitent pas participer aux banquets de la liberté bourgeoise.
L'ouvrage déclencha les moqueries parisiennes contre Majorque. L'épisode des porcs fait beaucoup rire, mais, si les Majorquins se sentent blessés, c'est parce qu'ils manquent d'esprit, argumente-on dans la capitale française, à la suite de par exemple Georges Lubin, l'éditeur de George Sand.
Enfin, Robert Graves, traducteur en anglais de l'ouvrage, pose la question de la description étrange de Chopin dans ce texte. Était-il vraiment aussi malade que George Sand le décrit ? Non, d'après des témoignages recueillis par ailleurs. Le fait qu'il ne soit jamais explicitement nommé, est-il justifié uniquement par des questions de pudeur ? De même qu'il y a une incompréhension à l'égard des Majorquins, il y a une incompréhension à l'égard de Chopin. Il semble que l’écrivaine ait voulu mettre à l’avant-plan le rapport du simple voyageur avec l’île (le texte est écrit au je masculin), plutôt que de relater la chronique de sa relation intime avec le musicien : en cela, elle va à contrecourant de ce qu’on attendait d’un récit de voyage au féminin. Elle respecte ainsi Chopin dans son intimité, plutôt que de l’exposer sans délicatesse aux regards indiscrets.[réf. nécessaire]
Chopin, désigné seulement comme "le malade" (ou "notre malade"), affecté de phtisie, affection chronique que nie l'auteur, crache le sang ; ce qui effraie et inquiète les insulaires.

« Mais l’autre, loin de prospérer avec l’air humide et les privations, dépérissait d’une manière effrayante. Quoiqu’il fût condamné par toute la faculté de Palma, il n’avait aucune affection chronique ; »

### Résumé: une île mal habitée
Hiver 1838. L'auteur prend le bateau pour Majorque, et accoste à Palma. Ses enfants et Frédéric Chopin, gravement malade, l'accompagnent.
Il faudra se loger en ville, puis à la chartreuse de Valldemossa. La nourriture est chère, comporte beaucoup (trop) de cochon et les paysans sont aussi malaimables que malhonnêtes. L'odeur de l'huile d'olive de mauvaise qualité empeste.
L'auteur découvre et reconnaît les beautés architecturales et naturelles de l'île, qui n'est cependant pas toujours comme dans les livres lus avant le départ.
L'auteur qui postule que :

« Le caractère d’un peuple se révèle dans son costume et dans son ameublement, aussi bien que dans ses traits et dans son langage »

suppose l'absence de toute "vie intellectuelle" chez le Majorquin.
De plus, ce dernier serait, par essence et par culture, profondément paresseux :

« Quand on se demande à quoi un riche Majorquin peut dépenser son revenu dans un pays où il n’y a ni luxe ni tentations d’aucun genre, on ne se l’explique qu’en voyant sa maison pleine de sales fainéants des deux sexes, qui occupent une portion des bâtiments réservée à cet usage, et qui, dès qu’ils ont passé une année au service du maître, ont droit pour toute leur vie au logement, à l’habillement et à la nourriture. »

L'agriculture n'y est pas moins arriérée que dans certaines régions françaises, mais, pour George Sand, le paysan majorquin est incroyablement mal bâti, mou et lent :

« Dans nos provinces du centre, où l’agriculture est le plus arriérée, l’usage du cultivateur ne prouve rien autre chose que son obstination et son ignorance. À plus forte raison en est-il ainsi à Majorque, où l’agriculture, bien que fort minutieusement soignée, est à l’état d’enfance. Nulle part je n’ai vu travailler la terre si patiemment et si mollement. Les machines les plus simples sont inconnues ; les bras de l’homme, bras fort maigres et fort débiles, comparativement aux nôtres, suffisent à tout, mais avec une lenteur inouïe. »

Au printemps 1839, c'est le retour, forcément libérateur, pour la France.
Une belle île aux paysages sauvages des plus magnifiques où l’on croise quelques gens charmants, mais généralement bien mal habitée et surtout mal gérée, dotée d’une agriculture pratiquée trop lentement et d’un réseau de chemins rustiques, insuffisants dans les campagnes et impraticables sous la pluie. Une population dépourvue de toute vie intellectuelle qui se complaît dans son ignorance avec l’attitude hautaine propre aux bigots[réf. nécessaire] : voilà, en somme, ce que George Sand retient et donne à voir de Majorque.